# Enga
Enga är en provins i Papua Nya Guinea. Huvudort är Wabag. Den ligger på den östra delen av Nya Guinea. Provinsen hade 432 045 invånare vid folkräkningen år 2011.
Enga är den högst belägna och även den mest karga regionen i landet. Enga är även namnet på den största etniska gruppen i provinsen.

## Administrativ indelning
Provinsen är indelad i fyra distrikt:
- Kandep
- Kompiam
- Lagaip-Porgera
- Wabag